# Collet dels Colls
Collet dels Colls är ett bergspass i Andorra. Det ligger i den centrala delen av landet. Collet dels Colls ligger 1 393 meter över havet.
Den högsta punkten i närheten är Roc de la Cauba, 1 819 meter över havet, 1,1 kilometer norr om Collet dels Colls. Närmaste större samhälle är La Massana, 0,85 kilometer sydväst om Collet dels Colls. 
I trakten runt Collet dels Colls växer i huvudsak barrskog.